# Evil Dead Rise
Evil Dead Rise (deutsch: „Böse Tote erheben sich“) ist ein US-amerikanischer Horrorfilm von Regisseur und Drehbuchautor Lee Cronin, der am 21. April in die US-amerikanischen und am 27. April 2023 in die deutschen Kinos kam. Es handelt sich um den fünften Film innerhalb der Tanz-der-Teufel-Reihe, in dem Alyssa Sutherland und Lily Sullivan die Hauptrollen übernahmen.

## Handlung
In der Eröffnungsszene verbringen die drei Freunde Teresa, Jessica und Caleb ein Wochenende am See. Als Teresa nach ihrer Cousine Jessica sehen möchte, die zuvor gegenüber ihrem Freund Caleb über ein Unwohlsein geklagt hat, ergreift ein Dämon Besitz vom Körper der jungen Frau. Die Besessene skalpiert daraufhin Teresa, ertränkt Caleb und schwebt im Anschluss über dem See.
Einen Tag zuvor erfährt die Gitarrentechnikerin Beth von ihrer Schwangerschaft. Hilfe suchend wendet sie sich an ihre Schwester Ellie, die ihre drei Kinder Danny, Bridget und Kassie nach einer Trennung in einem heruntergekommenen und weitestgehend verlassenen Apartmentkomplex in Los Angeles allein großzieht. Während eines Erdbebens öffnet sich in der Tiefgarage des Hauses der Zugang zu einem geheimen Tresorraum. Entgegen dem Rat seiner Schwestern durchsucht Danny die Objekte innerhalb der Kammer und findet ein mysteriöses Buch samt zugehöriger Schallplatten.
Als Danny eine der Schallplatten mit einer Tonaufnahme eines Priesters aus dem Jahr 1923 abspielt, wird offenbart, dass es sich bei dem Buch um das Necronomicon handelt. Dieses konnte von Danny zuvor nur durch ein Blutopfer geöffnet werden und entfesselt in Verbindung mit den Tonaufnahmen einen Fluch auf die Familie. So wird Ellie schon kurz darauf von einer mysteriösen Entität in den Tod durch Strangulation getrieben, ehe ihr lebloser Körper besessen wird und von den Toten wiederaufersteht.
Die besessene Ellie greift ihre Familie an und verletzt Bridget zunächst scheinbar harmlos. Da durch das Erdbeben sowohl der Aufzug, die Treppe und die Telefonverbindung zerstört wurde, besteht keine Möglichkeit zur Flucht oder zur Alarmierung von Hilfe. Als Ellie die hilfsbereiten Nachbarn umbringt, kann sie von Beth aus der Wohnung ausgesperrt werden. Aufgrund von Schuldgefühlen zeigt Danny seiner Tante im Anschluss das Buch und die Schallplatten in der Hoffnung, seine Mutter noch retten zu können. Während sich Beth weitere Aufnahmen anhört und so erfährt, dass die Untoten nicht getötet, sondern nur zerstückelt werden können, breitet sich die Infizierung auch bei Bridget weiter aus. Gemeinsam kann das besessene Mädchen von den restlichen Familienangehörigen zwar überwältigt werden, doch einem erneuten Angriff durch Ellie fällt Danny zum Opfer.
Beth entschließt sich dazu, gemeinsam mit ihrer Nichte Kassie die Flucht anzutreten. Die Besessenen vereinen unterdessen ihre Körper zum „Marauder“, der als untote Kreatur Jagd auf die Flüchtigen macht. Als Kassie in der Tiefgarage geschnappt wird, nutzt Beth eine Kettensäge, um den Marauder in einen Schredder zu stoßen und so zu vernichten. Beide treten daraufhin gemeinsam die Flucht an. Am nächsten Morgen sucht die Nachbarin Jessica die Tiefgarage auf, um sich auf den Weg zum Wochenende am See zu machen. Als sie die am Abend zuvor entstandene Verwüstung entdeckt, wird sie selbst von der mysteriösen Entität besessen, was zur Eröffnungssequenz überleitet.

## Produktion

### Entstehung und Besetzung
Nachdem das Tanz-der-Teufel-Reboot Evil Dead bei einem geschätzten Produktionsbudget von 17 Millionen US-Dollar weltweit fast 100 Millionen US-Dollar an den Kinokassen einspielen konnte, bestätigten Regisseur Fede Álvarez und Produzent Sam Raimi im März 2013, dass sich neben Evil Dead 2 auch eine direkte Fortsetzung zu Armee der Finsternis in Arbeit befinde. Die ursprüngliche Idee war es, die Handlungsstränge der Original- und Reboot-Reihe in einem finalen siebten Film miteinander zu vereinen. Im Oktober 2013 erklärte Alvarez, dass die Arbeiten an Evil Dead 2 vorübergehend zurückgestellt wurden, um sich vollumfänglich auf die Fortsetzung zu Armee der Finsternis fokussieren zu können, ehe sich Ash-Hauptdarsteller Bruce Campbell nur wenig später dahingehend äußerte, dass auch die Umsetzung dieses Films fraglich sei. Obwohl Alvarez in den Folgejahren weiterhin an einer Verwirklichung von Evil Dead 2 interessiert war, kam es aufgrund seiner verstärkten Involvierung bei den Don’t-Breathe-Filmen nie zu einer Umsetzung. Auch die Pläne für Armee der Finsternis 2 mussten schließlich verworfen werden, nachdem Bruce Campbell noch einmal in der Fernsehserie Ash vs Evil Dead zu sehen war und seiner Rolle im Anschluss den Rücken kehrte.
Im Juli 2019 bestätigte Produzent Sam Raimi, dass es erste Pläne für einen von den bisherigen Teilen unabhängigen Evil-Dead-Film gebe. Ein Jahr später verkündete Produzent Bruce Campbell, dass der The-Hole-in-the-Ground-Schöpfer Lee Cronin für das zunächst als Evil Dead Now betitelte Filmprojekt als Regisseur und Drehbuchautor verpflichtet wurde. New Line kündigte den später in Evil Dead Rise umbenannten Film im Mai 2021 offiziell für den hauseigenen Streamingdienst HBO Max an. Die Hauptrollen wurden mit Alyssa Sutherland und Lily Sullivan besetzt, während Robert G. Tapert wie bei allen vier Vorgängerfilmen als Produzent fungierte. Später schlossen sich auch die Darsteller Morgan Davies, Gabrielle Echols, Nell Fisher, Mia Challis, Tai Wano, Jayden Daniels und Billy Reynolds-McCarthy der Besetzung an. Auch Bruce Campbell selbst hat einen ausschließlich verbalen Cameo-Auftritt im Film; ebenso war er für eine Szene als Geräuschemacher tätig.

### Dreharbeiten und Veröffentlichung

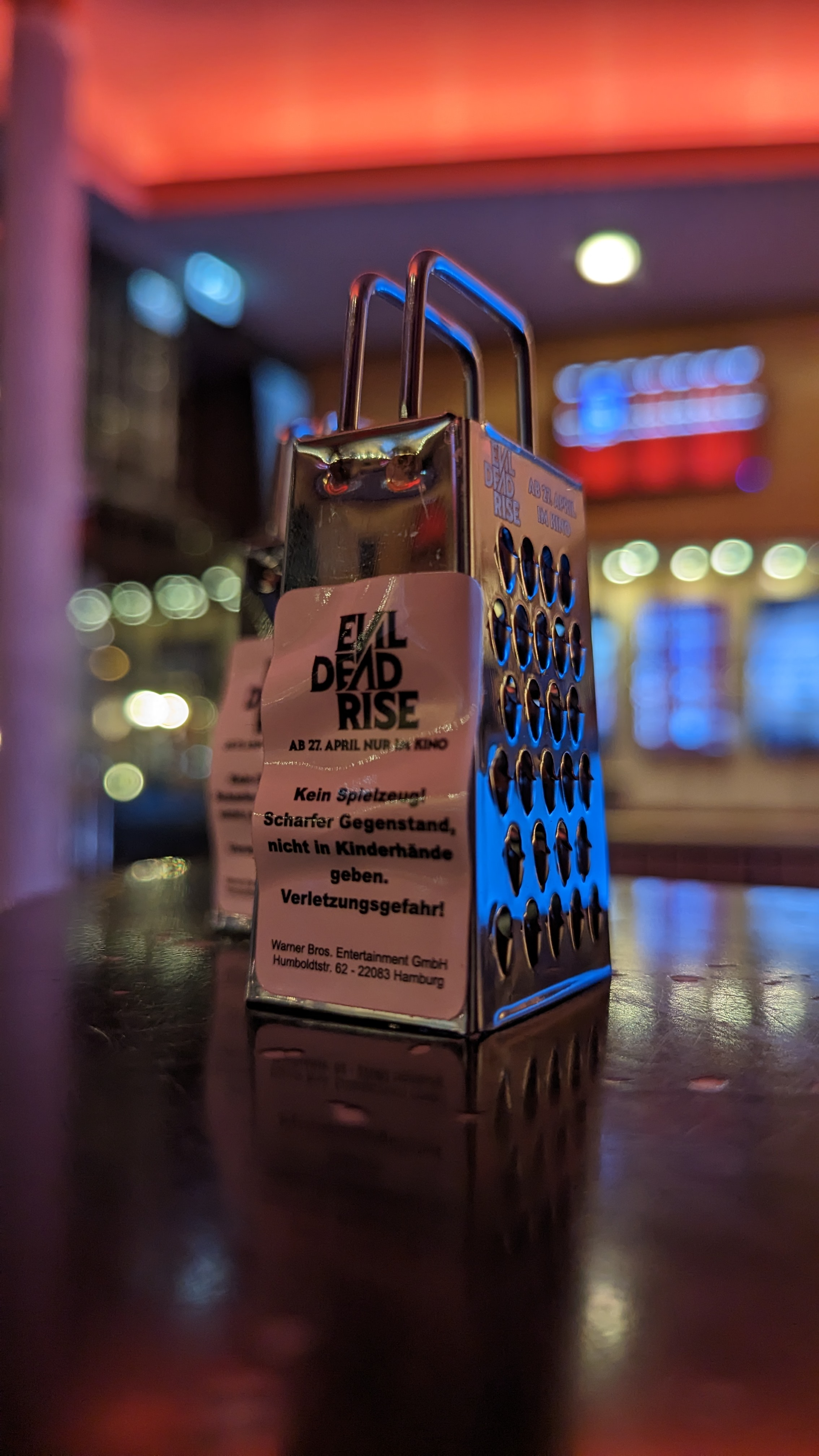
Bei der deutschen Filmpremiere erhielten die Zuschauer in Anspielung auf eine Filmszene eine Reibe.

Die Dreharbeiten begannen am 7. Juni 2021 in Neuseeland. Als Kameramann fungierte Dave Garbett, der zuvor bereits in gleicher Funktion an mehreren Folgen der Fernsehserie Ash vs Evil Dead beteiligt war. Um die im Laufe der Handlung entstehende Verwüstung für spätere Aufnahmen nicht beseitigen zu müssen, wurde ein Großteil des Films in chronologischer Reihenfolge gedreht. Mitte des Jahres musste die Produktion aufgrund eines Lockdowns im Zuge der COVID-19-Pandemie pausiert werden, ehe die Filmaufnahmen am 26. Oktober 2021 abgeschlossen wurden. Für die Dreharbeiten kam nach Angaben von Regisseur Lee Cronin rund 6.500 Liter Filmblut zum Einsatz. Wie bereits bei den vorherigen Filmen der Reihe setzte der Filmemacher auch bei Evil Dead Rise auf überwiegend praktische Effekte. So gab Hauptdarstellerin Alyssa Sutherland an, alle Bewegungen als Besessene selbst ausgeführt zu haben; einzig ihre Kontaktlinsen seien digital eingefügt worden. Für die Umsetzung des Marauders mussten die Darsteller gemeinsam mit weiteren Stuntleuten in einem Ganzkörperanzug drehen. Die Postproduktion erfolgte in Irland; insgesamt betrug das Produktionsbudget rund 19 Millionen US-Dollar. Für die Filmmusik zeichnete der Komponist Stephen McKeon verantwortlich, während der Evil-Dead-Editor Bryan Shaw erneut den Filmschnitt übernahm.
Ein Trailer zu Evil Dead Rise wurde am 4. Januar 2023 veröffentlicht. Die Weltpremiere erfolgte am 15. März 2023 auf dem South by Southwest in Austin; zudem schloss der Film das Overlook Film Festival in New Orleans am 2. April 2023 ab. Ursprünglich sollte Evil Dead Rise bereits im Jahr 2022 beim Streamingdienst HBO Max erscheinen. Nach starken Zuschauerreaktionen auf einen exklusiven Teaser im Rahmen der CineEurope 2022 kündigte Warner Bros. allerdings einen für den 21. April 2023 datierten US-Kinostart an. In Deutschland wurde der Film erstmals am 20. April 2023 im Rahmen der Fantasy Filmfest Nights aufgeführt. Der reguläre Kinostart erfolgte sieben Tage später.
Der digitale Heimkinostart erfolgte in den Vereinigten Staaten am 9. Mai 2023, ehe der Film am 27. Juni 2023 auch auf DVD und Blu-ray veröffentlicht werden soll. In Deutschland war Evil Dead Rise ab dem 13. Juni 2023 digital erhältlich; am 13. Juli 2023 erschien der Film zudem auch auf digitalen Datenträgern.

## Synchronisation
Die deutschsprachige Synchronisation entstand nach einem Dialogbuch von Markus Jütte und unter der Dialogregie von Nico Sablik bei RC Production.

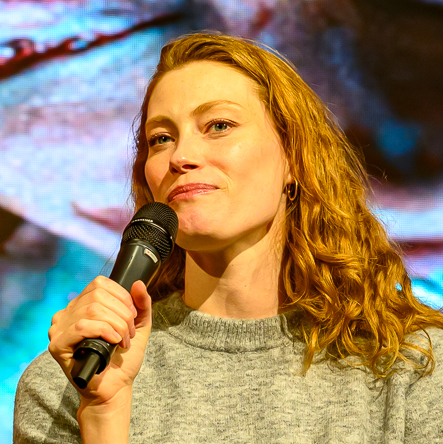
Alyssa Sutherland

| Rolle     | Darsteller        | Synchronsprecher |
| --------- | ----------------- | ---------------- |
| Beth      | Lily Sullivan     | Nurcan Özdemir   |
| Ellie     | Alyssa Sutherland | Natascha Geisler |
| Kassie    | Nell Fisher       | Milena Rybiczka  |
| Danny     | Morgan Davies     | Paul-Lino Krenz  |
| Bridget   | Gabrielle Echols  | Derya Flechtner  |
| Mr. Fonda | Mark Mitchinson   | Erich Räuker     |
| Bruce     | Noah Paul         | Nico Sablik      |

## Rezeption

### Altersfreigabe
In den Vereinigten Staaten erhielt der Film von der MPA aufgrund stark blutiger Horror-Gewalt, dem Gore und der Sprache ein R-Rating. In Deutschland vergab die FSK keine Jugendfreigabe.

### Kritiken
Erste Kritikerstimmen zum Film fielen überwiegend positiv aus und lobten insbesondere die beiden Hauptdarstellerinnen Alyssa Sutherland und Lily Sullivan. Vermehrt wurde Evil Dead Rise als wild, gemein und blutig beschrieben, womit der Film perfekt zu den vorherigen Teilen der Filmreihe passe. Auf Rotten Tomatoes konnte Evil Dead Rise 84 % der 233 gelisteten Kritiker überzeugen und bekam dabei eine durchschnittliche Bewertung von 7,1 von 10 Punkten. Als zusammenfassendes Fazit zieht die Seite, der Film liefere all das, was sich langjährige Evil-Dead-Fans nur hätten wünschen können, und schaffe es dabei trotzdem, das Tanz-der-Teufel-Franchise weiter voranzubringen. Bei Metacritic erhielt Evil Dead Rise basierend auf 38 Kritiken einen Metascore von 69 von 100 möglichen Punkten.
Begeistert steht Joe Leydon von Variety dem Film gegenüber, für den Evil Dead Rise ein effektiver, fantasievoller und gruseliger urbaner Albtraum sei. Regisseur Lee Cronin beweise mit der Fortsetzung, dass besitzergreifende Dämonen in der Innenstadt genauso furchterregend wie in einer abgelegenen Waldhütte sein können. Mit der Hilfe von Szenenbildner Nick Bassett und Kameramann Dave Garbett kreiere der Filmemacher dabei einen stetigen Wechsel zwischen Klaustrophobie und Schockmomenten, bei denen neben effektiven Jump-Scares auch pechschwarzer Humor zum Einsatz kommen würde. In typischer Evil-Dead-Manier biete der Film zudem ein großes blutiges Chaos, das sich zu einem äußerst befriedigenden Höhepunkt akkumuliere.
Zu einem positiven Urteil gelangt auch Marisa Mirabal von IndieWire, für die Evil Dead Rise als gelungene Erweiterung des Tanz-der-Teufel-Franchise die besten Aspekte der Reihe nutze, sich selbst aber auch mutig von den bisherigen Filmen abhebe. Im Stile von Der Exorzist, Rosemaries Baby oder Poltergeist werde diesmal Schrecken über eine städtische Familie gebracht, deren Gefühl von familiärer Sicherheit über die Laufzeit zunehmend zerstört werde. Regisseur Lee Cronin verfolge dabei inhaltlich einen teuflisch komischen Ansatz für Mutterschaft, die mit all ihrer Selbstlosigkeit als ausgleichende Kraft zum Bösen dargestellt werde. Mit einer Schwangerschafts-Nebenhandlung füge Cronin der mütterlichen Natur des Films eine weitere Fallhöhe hinzu. Ganz im Stile der Tanz-der-Teufel-Reihe werde aber auch Evil Dead Rise bis zum Schluss mit künstlerischer Härte ausgefüllt; es geben fantasievolle und brutale Body-Horror-Szenen mit praktischen Effekten und die Stuntarbeit fange die körperliche Bedrohung des Films hervorragend ein. Zwischen all der Gewalt, dem Gore und der Comedy gehe die emotionale Intensität zeitweise zwar verloren, doch auf liebevolle Weise werde Sam Raimis Ikonografie über den gesamten Film verteilt. Ebenso lobt Mirabal das spektakuläre Sounddesign von Rana Eid und die großartige Kameraarbeit von Dave Garbett, welche neben charakteristischen Schwenks auch auf schwungvolle Actionbewegungen, Nahaufnahmen und Fischaugenobjektive setze. Durch sein Spiel mit dem Fokus werde das stetig präsente Gefühl von Unbehagen und Paranoia weiter verstärkt.
Enttäuscht zeigt sich hingegen Bilge Ebiri von Vulture, für den sich Evil Dead Rise wie eine finanzielle Ausschlachtung des Tanz-der-Teufel-Franchise anfühle, bei der allerdings etwas Wichtiges und Essenzielles verloren gegangen sei. Wo die Originaltrilogie von Sam Raimi noch mit einer Vermischung aus Horror und Comedy zu überzeugen wusste, fehle es Evil Dead Rise an Spaß und Kreativität. Der Film beginne zwar mit einem gelungenen Gemetzel, flache trotz einer prinzipiell vielversprechenden Prämisse nach einer halben Stunde aber zu einem Standardhorrorfilm mit schlechten Dialogen ab. Außer dem übermäßigen Einsatz von Blut setze der Film auf das Altbekannte; einzig ein paar visuelle Ideen mehr habe Evil Dead Rise dem noch schlechteren Reboot aus dem Jahr 2013 voraus.

### Einspielergebnis
Am Startwochenende konnte Evil Dead Rise in den Vereinigten Staaten mit einem Einspielergebnis von rund 23,5 Millionen US-Dollar den zweiten Platz der US-Kino-Charts belegen. Auch in Deutschland erreichte der Film im gleichen Zeitraum mit rund 135.000 Kinobesuchern die Silberplatzierung. Die weltweiten Einnahmen aus Kinovorführungen belaufen sich auf 147,0 Millionen US-Dollar, von denen Evil Dead Rise allein 67,2 Millionen im nordamerikanischen Raum erwirtschaften konnte. Damit handelt es sich um den finanziell erfolgreichsten Film innerhalb der Tanz-der-Teufel-Reihe. In Deutschland verzeichnete die Fortsetzung insgesamt 365.663 Kinobesucher.

### Auszeichnungen
Critics’ Choice Super Awards 2024
- Nominierung als Bester Horrorfilm
- Nominierung als Beste Schauspielerin in einem Horrorfilm (Alyssa Sutherland)
- Nominierung als Bester Filmbösewicht (Alyssa Sutherland)[43]

Hollywood Critics Association Midseason Film Awards 2023
- Nominierung als Bester Horrorfilm[44]

Irish Film & Television Awards 2024
- Nominierung für den Besten Ton (Garret Farrell, Peter Albrechtsen & Myk Farmer)
- Nominierung für die Besten visuellen Effekte (Liam Neville & Declan Boyle)[45]

Saturn-Award-Verleihung 2024
- Nominierung als Bester Horrorfilm
- Nominierung für das Beste Make-up (Luke Polti)